# Erphaea stigma
Erphaea stigma är en skalbaggsart som beskrevs av Martins och Monné 1974. Erphaea stigma ingår i släktet Erphaea och familjen långhorningar. Inga underarter finns listade i Catalogue of Life.